# Gran Premio di Turchia 2011
Il Gran Premio di Turchia 2011 è stata la quarta prova della stagione 2011 del campionato mondiale di Formula 1. Si è svolta domenica 8 maggio 2011 sul circuito di Istanbul Park a Istanbul. La gara è stata vinta dal tedesco Sebastian Vettel su Red Bull Racing-Renault, al suo tredicesimo successo nel mondiale. Vettel ha preceduto sul traguardo il suo compagno di squadra, l'australiano Mark Webber e lo spagnolo Fernando Alonso su Ferrari.

## Vigilia

### Sviluppi futuri
Viene messa in dubbio l'effettuazione del gran premio per la stagione 2012; non vi sarebbe accordo tra l'organizzazione e Bernie Ecclestone. Il presidente della Camera di Commercio di Istanbul, Murat Yalcintas, ha dichiarato che gli organizzatori hanno rifiutato la richiesta di Ecclestone di raddoppiare la tassa per l'organizzazione, portandola a 26 milioni di dollari.
La società finanziaria italiana Exor e l'australiana News Corporation annunciano la volontà di acquistare i diritti sulla Formula 1 dal fondo CVC di Bernie Ecclestone.

### Aspetti tecnici
La Pirelli, fornitrice unica degli pneumatici, annuncia per questo gran premio l'uso di coperture dure e morbide. Da questo gran premio la casa italiana annuncia che porrà sulle gomme nuovi loghi colorati, per meglio distinguere la tipologia di gomma montata.

### Aspetti sportivi
Pat Symonds, ingegnere inglese, per molti anni impegnato in Formula 1 con Toleman, Benetton e Renault, coinvolto nel Crashgate del Gran Premio di Singapore 2008, viene assunto dalla Virgin Racing, come consulente. Sam Michael e Jon Tomlinson, rispettivamente direttore tecnico e capo aerodinamico della Williams, annunciano che lasceranno i loro incarichi al termine della stagione. La scuderia britannica ingaggia Mike Coughlan quale nuovo ingegnere capo. Coughlan svolse il ruolo di capo tecnico alla McLaren fino alla stagione 2007, quando venne coinvolto nella cosiddetta spy story, un caso di spionaggio industriale nei confronti della Scuderia Ferrari.
Derek Warwick è nominato commissario aggiunto per il gran premio dalla FIA. Aveva già svolto tale compito nel 2010 nel Gran Premio di Spagna e nel Gran Premio d'Ungheria. Tra gli altri commissari vi è anche la spagnola Silvia Bellot, prima donna a svolgere tale funzione in un gran premio di F1.
Nella prima sessione di prove libere del venerdì Nico Hülkenberg ha preso il posto di Adrian Sutil alla Force India-Mercedes, Daniel Ricciardo quello di Jaime Alguersuari alla STR-Ferrari e Karun Chandhok quello di Heikki Kovalainen alla Lotus-Renault.

## Prove

### Resoconto
La prima sessione di prove libere è stata caratterizzata dalla pioggia. Sebastian Vettel è stato autore di un incidente che ha comportato l'esposizione della bandiera rossa. Il miglior tempo è stato fatto segnare dal ferrarista Fernando Alonso. I due piloti della McLaren hanno limitato la partecipazione alla sessione a pochi giri.
Nella sessione del venerdì pomeriggio in testa vi sono quattro vetture a motore Mercedes; il miglior tempo è fatto segnare da Jenson Button su McLaren. Non partecipa alla sessione Vettel, che ha danneggiato la vettura al mattino.. Per non aver rispettato le bandiere gialle, esposte a seguito di un incidente di Pastor Maldonado, il pilota della Virgin-Cosworth Jérôme d'Ambrosio sarà penalizzato di cinque posizioni sulla griglia di partenza..
Nella sessione del sabato il tempo migliore è fatto segnare da Sebastian Vettel, che precede Michael Schumacher per un solo millesimo. Terzo e quarto tempo per gli altri due piloti di RBR-Renault e Mercedes Mark Webber e Nico Rosberg.

### Risultati
Nella prima sessione del venerdì, si è avuta questa situazione:
| Pos | Nº | Pilota             | Costruttore | Tempo    | Gap    | Giri |
| --- | -- | ------------------ | ----------- | -------- | ------ | ---- |
| 1   | 5  | Fernando Alonso    | Ferrari     | 1'38"670 |        | 13   |
| 2   | 8  | Nico Rosberg       | Mercedes GP | 1'40"072 | +1"402 | 14   |
| 3   | 7  | Michael Schumacher | Mercedes GP | 1'40"132 | +1"462 | 18   |

Nella seconda sessione del venerdì, si è avuta questa situazione:
| Pos | Nº | Pilota         | Costruttore      | Tempo    | Gap    | Giri |
| --- | -- | -------------- | ---------------- | -------- | ------ | ---- |
| 1   | 4  | Jenson Button  | McLaren-Mercedes | 1'26"456 |        | 26   |
| 2   | 8  | Nico Rosberg   | Mercedes GP      | 1'26"521 | +0"065 | 29   |
| 3   | 3  | Lewis Hamilton | McLaren-Mercedes | 1'27"033 | +0"577 | 31   |

Nella sessione del sabato mattina, si è avuta questa situazione:
| Pos | N° | Pilota             | Costruttore | Tempo    | Gap    | Giri |
| --- | -- | ------------------ | ----------- | -------- | ------ | ---- |
| 1   | 1  | Sebastian Vettel   | RBR-Renault | 1'26"037 |        | 17   |
| 2   | 7  | Michael Schumacher | Mercedes GP | 1'26"038 | +0"001 | 17   |
| 3   | 2  | Mark Webber        | RBR-Renault | 1'26"404 | +0"367 | 16   |

## Qualifiche

### Resoconto
In Q1 Kamui Kobayashi della Sauber-Ferrari ha problemi alla pompa di benzina e non riesce a segnare tempi validi. Viene eliminato assieme ai sei piloti di Lotus-Renault, Virgin-Cosworth e HRT-Cosworth, anche se Heikki Kovalainen fino a tre minuti dalla fine della sessione è qualificato per la Q2.
Nella Q2 Felipe Massa e Nick Heidfeld strappano la qualificazione all'ultimo tentativo. Restano esclusi i piloti della Williams-Cosworth, quelli della Force India-Mercedes, quelli della STR-Ferrari e Sergio Pérez.
Nella sessione decisiva fa segnare il miglior tempo Alonso, battuto però subito da Jenson Button e poi da Mark Webber. A metà sessione però è Vettel a far segnare il miglior tempo, che non verrà battuto da nessun altro pilota. Per il tedesco pole numero 19, quinta consecutiva, 29ª per la RBR. In prima fila c'è anche l'altro pilota del team anglo-austriaco, Webber, visto che i due della McLaren, nell'ultimo tentativo, non sono capaci di migliorarsi.

### Risultati
Nella sessione di qualifica si è avuta questa situazione:
| Pos                         | Nº | Pilota             | Costruttore          | Q1          | Q2       | Q3          | Griglia |
| --------------------------- | -- | ------------------ | -------------------- | ----------- | -------- | ----------- | ------- |
| 1                           | 1  | Sebastian Vettel   | RBR-Renault          | 1'27"039    | 1'25"610 | 1'25"049    | 1       |
| 2                           | 2  | Mark Webber        | RBR-Renault          | 1'27"090    | 1'26"075 | 1'25"454    | 2       |
| 3                           | 8  | Nico Rosberg       | Mercedes GP          | 1'27"514    | 1'25"801 | 1'25"574    | 3       |
| 4                           | 3  | Lewis Hamilton     | McLaren-Mercedes     | 1'27"091    | 1'26"066 | 1'25"595    | 4       |
| 5                           | 5  | Fernando Alonso    | Ferrari              | 1'27"349    | 1'26"152 | 1'25"851    | 5       |
| 6                           | 4  | Jenson Button      | McLaren-Mercedes     | 1'27"374    | 1'26"485 | 1'25"982    | 6       |
| 7                           | 10 | Vitalij Petrov     | Renault              | 1'27"475    | 1'26"654 | 1'26"296    | 7       |
| 8                           | 7  | Michael Schumacher | Mercedes GP          | 1'27"697    | 1'26"121 | 1'26"646    | 8       |
| 9                           | 9  | Nick Heidfeld      | Renault              | 1'27"901    | 1'26"740 | 1'26"659    | 9       |
| 10                          | 6  | Felipe Massa       | Ferrari              | 1'27"013    | 1'26"395 | senza tempo | 10      |
| 11                          | 11 | Rubens Barrichello | Williams-Cosworth    | 1'28"246    | 1'26"764 | N.D.        | 11      |
| 12                          | 14 | Adrian Sutil       | Force India-Mercedes | 1'27"392    | 1'27"027 | N.D.        | 12      |
| 13                          | 15 | Paul di Resta      | Force India-Mercedes | 1'27"625    | 1'27"145 | N.D.        | 13      |
| 14                          | 12 | Pastor Maldonado   | Williams-Cosworth    | 1'27"396    | 1'27"236 | N.D.        | 14      |
| 15                          | 17 | Sergio Pérez       | Sauber-Ferrari       | 1'27"778    | 1'27"244 | N.D.        | 15      |
| 16                          | 18 | Sébastien Buemi    | STR-Ferrari          | 1'27"620    | 1'27"255 | N.D.        | 16      |
| 17                          | 19 | Jaime Alguersuari  | STR-Ferrari          | 1'28"055    | 1'27"572 | N.D.        | 17      |
| 18                          | 20 | Heikki Kovalainen  | Lotus-Renault        | 1'28"780    | N.D.     | N.D.        | 18      |
| 19                          | 21 | Jarno Trulli       | Lotus-Renault        | 1'29"673    | N.D.     | N.D.        | 19      |
| 20                          | 25 | Jérôme d'Ambrosio  | Virgin-Cosworth      | 1'30"445    | N.D.     | N.D.        | 23      |
| 21                          | 23 | Vitantonio Liuzzi  | HRT-Cosworth         | 1'30"692    | N.D.     | N.D.        | 20      |
| 22                          | 24 | Timo Glock         | Virgin-Cosworth      | 1'30"813    | N.D.     | N.D.        | 21      |
| 23                          | 22 | Narain Karthikeyan | HRT-Cosworth         | 1'31"564    | N.D.     | N.D.        | 22      |
| Tempo limite 107%: 1'33"103 |    |                    |                      |             |          |             |         |
| NQ                          | 16 | Kamui Kobayashi    | Sauber-Ferrari       | senza tempo | N.D.     | N.D.        | 24      |

Con i tempi in grassetto sono visualizzate le migliori prestazioni in Q1, Q2 e Q3.

## Gara

### Resoconto
Timo Glock della Virgin-Cosworth non parte per un problema al cambio. Alla partenza Vettel mantiene la testa seguito da Nico Rosberg, che ha superato Mark Webber. Anche Hamilton ci prova ma finisce largo sullo sporco e cede due posizioni finendo alle spalle di Button. Dietro all'australiano, terzo, c'è Fernando Alonso. Nei primi giri problemi per Pérez e Schumacher che sono costretti a una fermata ai box per musetto danneggiato.
Al giro 5 Webber passa Rosberg che ingaggia poi battaglia con Alonso che si conclude col sorpasso dello spagnolo un paio di giri dopo; Lewis Hamilton passa invece Jenson Button, ma il giro seguente Button riconquista la posizione. Hamilton viene passato anche da Felipe Massa, poco prima che entrambi vadano al pit stop. All'uscita dai box i due sfiorano il contatto, col britannico che risupera Massa.
Dopo il primo giro di cambio gomme è sempre Sebastian Vettel che conduce davanti a Webber, Alonso, Hamilton, che ha passato anche Rosberg, Massa e Button, ultimo a fermarsi e deciso ad effettuare uno stop in meno. Massa passa Rosberg, ma il tedesco recupera subito la posizione. Al giro 21 Hamilton inizia la serie dei secondi cambi gomma. Rosberg, in crisi con le gomme dure, viene passato sia da Massa che da Button. L'inglese poco dopo passa anche Massa, prima che il brasiliano decida di fermarsi ai box. Vettel allunga lo stint fino al giro 26 mantenendo con gomme finite un ritmo migliore dei suoi inseguitori e facendo intendere di poter fare solo tre stop a sua volta. Al giro 29 Alonso passa Webber.
Al termine del secondo giro di cambi gomma conduce sempre Vettel, davanti ad Alonso, Webber, Hamilton, Petrov, Massa, Button e Rosberg. Al giro 33 Button passa Massa mentre Hamilton viene attardato al cambio gomma da un problema all'anteriore destra. Anche dopo il terzo cambio gomma Alonso mantiene il secondo posto, alle spalle di un imprendibile Vettel. La gara di Massa inizia a prendere una brutta piega quando finisce largo alla curva 8 perdendo tre posizioni. Risalgono invece con un passo regolare le due Lotus. Button si ferma al giro 40 per il terzo stop, un giro prima di Vettel; i due sembrano gli unici a poter effettuare tre soste.
Nel quarto giro di cambi gomma è penalizzato Massa da un problema alla posteriore sinistra. Vettel decide di non correre rischi e al giro 48 opta per il quarto stop, rimanendo leader con 6” su Alonso. Hamilton scavalca Button, la cui strategia non sembra pagare. Al giro 51 uno scatenato Webber ripassa Alonso e s'insedia al secondo posto. Negli ultimi giri Nico Rosberg, l'unico con gomme morbide passa Button e coglie il quinto posto.
Vince Sebastian Vettel, per la 13ª volta nella carriera, terza della stagione. Doppietta per la RBR (nona della sua storia), con Webber secondo e terzo Fernando Alonso.

### Risultati
I risultati del gran premio sono i seguenti:
| Pos | Nº | Pilota             | Team                 | Giri | Tempo/Ritiro | Griglia | Punti |
| --- | -- | ------------------ | -------------------- | ---- | ------------ | ------- | ----- |
| 1   | 1  | Sebastian Vettel   | RBR-Renault          | 58   | 1:30'17"558  | 1       | 25    |
| 2   | 2  | Mark Webber        | RBR-Renault          | 58   | +8"807       | 2       | 18    |
| 3   | 5  | Fernando Alonso    | Ferrari              | 58   | +10"075      | 5       | 15    |
| 4   | 3  | Lewis Hamilton     | McLaren-Mercedes     | 58   | +40"232      | 4       | 12    |
| 5   | 8  | Nico Rosberg       | Mercedes GP          | 58   | +47"539      | 3       | 10    |
| 6   | 4  | Jenson Button      | McLaren-Mercedes     | 58   | +59"431      | 6       | 8     |
| 7   | 9  | Nick Heidfeld      | Renault              | 58   | +1'00"857    | 9       | 6     |
| 8   | 10 | Vitaly Petrov      | Renault              | 58   | +1'08"168    | 7       | 4     |
| 9   | 18 | Sébastien Buemi    | STR-Ferrari          | 58   | +1'09"394    | 16      | 2     |
| 10  | 16 | Kamui Kobayashi    | Sauber-Ferrari       | 58   | +1'18"021    | 24      | 1     |
| 11  | 6  | Felipe Massa       | Ferrari              | 58   | +1'19"823    | 10      |       |
| 12  | 7  | Michael Schumacher | Mercedes GP          | 58   | +1'25"444    | 8       |       |
| 13  | 14 | Adrian Sutil       | Force India-Mercedes | 57   | +1 giro      | 12      |       |
| 14  | 17 | Sergio Pérez       | Sauber-Ferrari       | 57   | +1 giro      | 15      |       |
| 15  | 11 | Rubens Barrichello | Williams-Cosworth    | 57   | +1 giro      | 11      |       |
| 16  | 19 | Jaime Alguersuari  | STR-Ferrari          | 57   | +1 giro      | 17      |       |
| 17  | 12 | Pastor Maldonado   | Williams-Cosworth    | 57   | +1 giro      | 14      |       |
| 18  | 21 | Jarno Trulli       | Lotus-Renault        | 57   | +1 giro      | 19      |       |
| 19  | 20 | Heikki Kovalainen  | Lotus-Renault        | 56   | +2 giri      | 18      |       |
| 20  | 25 | Jérôme d'Ambrosio  | Virgin-Cosworth      | 56   | +2 giri      | 23      |       |
| 21  | 22 | Narain Karthikeyan | HRT-Cosworth         | 55   | +3 giri      | 22      |       |
| 22  | 23 | Vitantonio Liuzzi  | HRT-Cosworth         | 53   | +5 giri      | 20      |       |
| Rit | 15 | Paul di Resta      | Force India-Mercedes | 44   | Ruota        | 13      |       |
| NP  | 24 | Timo Glock         | Virgin-Cosworth      | 0    | Cambio       | 21      |       |

## Classifiche Mondiali

### Piloti
| Pos | Pilota             | Punti |
| --- | ------------------ | ----- |
| 1   | Sebastian Vettel   | 93    |
| 2   | Lewis Hamilton     | 59    |
| 3   | Mark Webber        | 55    |
| 4   | Jenson Button      | 46    |
| 5   | Fernando Alonso    | 41    |
| 6   | Felipe Massa       | 24    |
| 7   | Nick Heidfeld      | 21    |
| 8   | Vitaly Petrov      | 21    |
| 9   | Nico Rosberg       | 20    |
| 10  | Kamui Kobayashi    | 8     |
| 11  | Michael Schumacher | 6     |
| 12  | Sébastien Buemi    | 6     |
| 13  | Adrian Sutil       | 2     |
| 14  | Paul Di Resta      | 2     |

### Costruttori
| Pos | Team                 | Punti |
| --- | -------------------- | ----- |
| 1   | RBR-Renault          | 148   |
| 2   | McLaren-Mercedes     | 105   |
| 3   | Ferrari              | 65    |
| 4   | Renault              | 42    |
| 5   | Mercedes GP          | 26    |
| 6   | Sauber-Ferrari       | 8     |
| 7   | STR-Ferrari          | 6     |
| 8   | Force India-Mercedes | 4     |